# Ensemble Elyma
L'Ensemble Elyma è un gruppo musicale di musica barocca.

## Storia
Fondato da Gabriel Garrido a Ginevra nel 1981, il gruppo è composto da musicisti specializzati nella esecusione di musica rinascimentale e barocca. Il suo nome deriva dalla parola greca elyma, usata da Sofocle per indicare un tipo di flauto.
L'ensemble è divenuto famoso per la sua attività di ricerca e di riscoperta dell'eredità musicale barocca dell'America Latina, come il repertorio correlato alla attività dei Gesuiti in Sudamerica e a compositori come Domenico Zipoli, e ha inoltre riscosso il plauso della critica specializzata per la rilettura della musica del Seicento italiano, in particolar modo per le opere di Claudio Monteverdi.
Le registrazioni, edite in prevalenza dalla etichetta discografica K617, sono state insignite di numerosi premi discografici, quali Diapason d'Or (ricevuto per varie incisioni tra le quali quella dell'Orfeo di Monteverdi), 10 de Répertoire, Choc du Monde de la Musique e Grand Prix des Discophiles.

## Discografia
- 1991 – Sigismondo d'India, Arie, madrigali e baletti (Tactus)
- 1992 – Il secolo d'Oro nel nuovo mondo (Symphonia; ristampa Pan Classics nel 2012)
- 1992 – Lima – La Plata – Missions Jésuites. Les Chemins du Baroque vol. 1 (K617)
- 1992 – Domenico Zipoli, Vêpres de San Ignacio – Réductions jésuites de Chiquitos. Les Chemins du Baroque, vol. 4 (K617)
- 1993 – Torrejón y Velasco Musique à la Cité des Rois. Les Chemins du baroque vol. 5 (K617)
- 1993 – Domenico Zipoli, Zipoli. L'Américain. Les Chemins du Baroque, vol.6 (K617, 036)
- 1993 – Domenico Zipoli, Zipoli. L'Européen. Les Chemins du Baroque, vol.7 (K617, 037)
- 1994 – Juan de Araujo, L'Or et l'Argent du Haut-Pérou. Les Chemins du Baroque, vol.8 (K617, 038)
- 1994 – Bonaventura Rubino, Vespro per lo Stellario della beata Vergine (K617, 050)
- 1995 – Marco da Gagliano, La Dafne (K617, 058)
- 1996 – Claudio Monteverdi, L'Orfeo (K617, 066/2)
- 1996 – Musique baroque à la royale Audience de Charcas (K617, 064)
- 1996 – Domenico Zipoli, San Ignacio. L'Opéra perdu des missions jésuites de l'Amazonie (K617, 065)
- 1997 – Gerusalemme Liberata (K617, 076)
- 1998 – Girard de Beaulieu, Le Balet comique de la Royne (K617, 080)
- 1998 – Roque Ceruti, Vêpres solennelles de Saint Jean Baptiste (K617, 089)
- 1998 – Claudio Monteverdi, Il ritorno d'Ulisse in patria (K617, 091/3)
- 1999 – Claudio Monteverdi, Vespro della Beata Vergine, 1610 (K617, 100/2)
- 2000 – Le Phénix du Mexique (K617, 106)
- 2000 – Tomás de Torrejón y Velasco, La Púrpura de la Rosa (K613, 108/2)
- 2000 – Claudio Monteverdi, L'Incoronazione di Poppea (K617, 110/3)
- 2001 – Mission. Opera y Misa de los Indios (K617, 111)
- 2002 – Bonaventura Aliotti, Il Sansone (K617, 133)
- 2004 – El Maestro de baile y otras Tonadillas (K617)
- 2005 – Fiesta Criolla, con Ars Longa de La Havana, Cor Vivaldi, Eis Petits Cantors de Catalunya (K 617)
- 2005 – Claudio Monteverdi, Selva morale e spirituale (Ambronay)
- 2008 – Corpus Christi à Cusco, con la Schola Cantorum Cantate Domino (K617)
- 2008 – Gaspar Fernández e Manuel de Sumaya, Musique à la Cathédrale d'Oaxaca, con il Coro Ciudad de la Alhambra (K 617, 156)
- 2009 – Francesco Cavalli, Gli Amori d'Apollo e di Dafne (K617, 211/2)